# حافة قارية

رسم توضيحي للرف والانحدار والارتفاع القاريّين، وهي الأقسام الثلاثة للحافة القارية.

الحافة القارية هي واحدةٌ من ثلاثة مناطق ينقسمُ إليها قاع المحيط (وأما الاثنتان الأخريان فهما أحواض أعماق المحيط وجروف وسط المحيط). والحافة القارية هي إقليم مياه ضحلة يكثرُ قرب سواحل القارات، ولها ثلاثة سمات مميّزة، هي الارتفاع القاري والانحدار القاري والرف القاري. وتؤلّف الحواف القارية 28% من مساحة المحيطات.

## أقسام الحافة القارية
تتألف الحافة القارية من ثلاثة أجزاء أساسية. أولها وهو الرف القاري يمثّل انتقالاً من الشاطئ إلى المحيط، ويُقدَّر أن هذه الرفوف تشغلُ 7% من مساحة المحيطات. يتراوح عرض الرف القاري في أنحاء العالم من 30 متراً إلى 1,500 كيلومتر، وعادةً ما تكون مُسطَّحة (إذ يبلغ متوسّط انحدارها 0 درجة و07 د ق) وتنتهي بجرفٍ منحدر يزيد عندهُ العمق بسرعة، فيتدنى المستوى إلى فجوة ترتفعُ عن قاع المحيط ما بين كيلومترٍ وخمسة كيلومترات. ومن المعتاد أن تتخلَّل المنحد القاري أخاديد عميقة، ويمكن أن تمتدّ هذه الأخاديد إلى إقليم السهل السحيق (أي على عمق 3 إلى 6 كيلومترات تحت سطح البحر)، كما أنها قد تتّسع إلى الرف القاري. بعد النزول السريع في ارتفاع المنحدر القاري (انظر للصورة أعلاه) يعودُ مستواه للاستواء قرب قاع المحيط، في منطقة السهل السحيق، ويُسمَّى هذا الجزء الارتفاع القاري، وهو القسم الأقرب لقاع البحر من أقسام الحافة القارية.